# Reinhard Süring

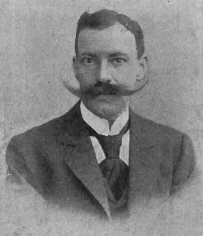
Reinhard Süring

Reinhard Joachim Süring (* 15. Mai 1866 in Hamburg; † 29. Dezember 1950 in Potsdam) war einer der bedeutendsten deutschen Meteorologen in der ersten Hälfte des 20. Jahrhunderts.
Unter seiner Leitung wurde das Meteorologische Observatorium Potsdam ein Wolkenforschungszentrum von internationalem Ruf. Süring gehörte zahlreichen internationalen Kommissionen an. Seine wissenschaftlichen Leistungen liegen in der Erforschung der Hochatmosphäre sowie in der Wolken- und Strahlungsforschung. Für Generationen deutschsprachiger Meteorologiestudenten war der Hann/Süring: Lehrbuch der Meteorologie das Standardwerk.

## Leben
Süring war Sohn des Realschullehrers Wilhelm Süring. Nach Abschluss des Realgymnasiums 1885 studierte er Mathematik und Naturwissenschaft in Göttingen, Marburg und Berlin.
Ab 1887, noch als Student, war er Assistent an der Physikalisch-Technischen Reichsanstalt. Sein Interesse galt den höheren Luftschichten.
1890 promovierte er mit einer Arbeit über Die vertikale Temperaturabnahme in Gebirgsgegenden in ihrer Abhängigkeit von der Bewölkung.
Im gleichen Jahr wurde er Assistent am Preußischen Meteorologischen Institut in Berlin und mit Gründung des Meteorologisch-Magnetischen Observatoriums in Potsdam im Jahre 1892 auch dort. Die erste offizielle Wetterbeobachtung der säkularen (von lateinisch saeculum = Jahrhundert) Potsdamer Beobachtungsreihe am Neujahrstag des Jahres 1893 wurde von ihm vorgenommen. Vorgesehen war eine Wetterstation, die über sehr lange Zeiträume unter möglichst unveränderten Mess- und Randbedingungen arbeitet (säkulum = Jahrhundert).
1899 heiratete er Olga Elisabeth Wedekind. Seine drei Töchter wurden 1900, 1904 und 1911 geboren.

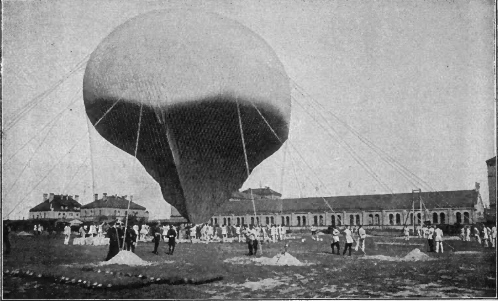
Der Ballon Preussen während der Befüllung mit Wasserstoff am 31. Juli 1901

Zwischen 1893 und 1921 beteiligte er sich an zahlreichen wissenschaftlichen Ballon-Hochfahrten. Weltweites Aufsehen erregte seine Freiballon-Rekordfahrt am 31. Juli 1901, die er gemeinsam mit Arthur Berson zu wissenschaftlichen Zwecken durchführte. Anlass war die Beobachtung Richard Aßmanns mit unbemannten Registrierballons, dass in einer Höhe von 10 bis 13 km die Abnahme der Lufttemperatur mit zunehmender Höhe aufhört. Die Richtigkeit dieser Messungen wurde angezweifelt, lange sogar von Aßmann selbst. Süring und Berson stiegen mit dem Ballon Preussen am Tempelhofer Feld auf und erreichten eine Höhe von 10.800 m in einer offenen Gondel. Wenn sie auch die isotherme Schicht nicht erreichten, so konnten sie doch die Richtigkeit der Messwerte eines simultan aufgestiegenen Registrierballons bestätigen, der auf eine Höhe von 17.500 m stieg. Damit schufen sie die Voraussetzung für die Entdeckung der Stratosphäre durch Aßmann und Teisserenc de Bort im Jahre 1902.
Ab 1901 leitete Süring die Gewitterabteilung des Preußischen Meteorologischen Instituts.

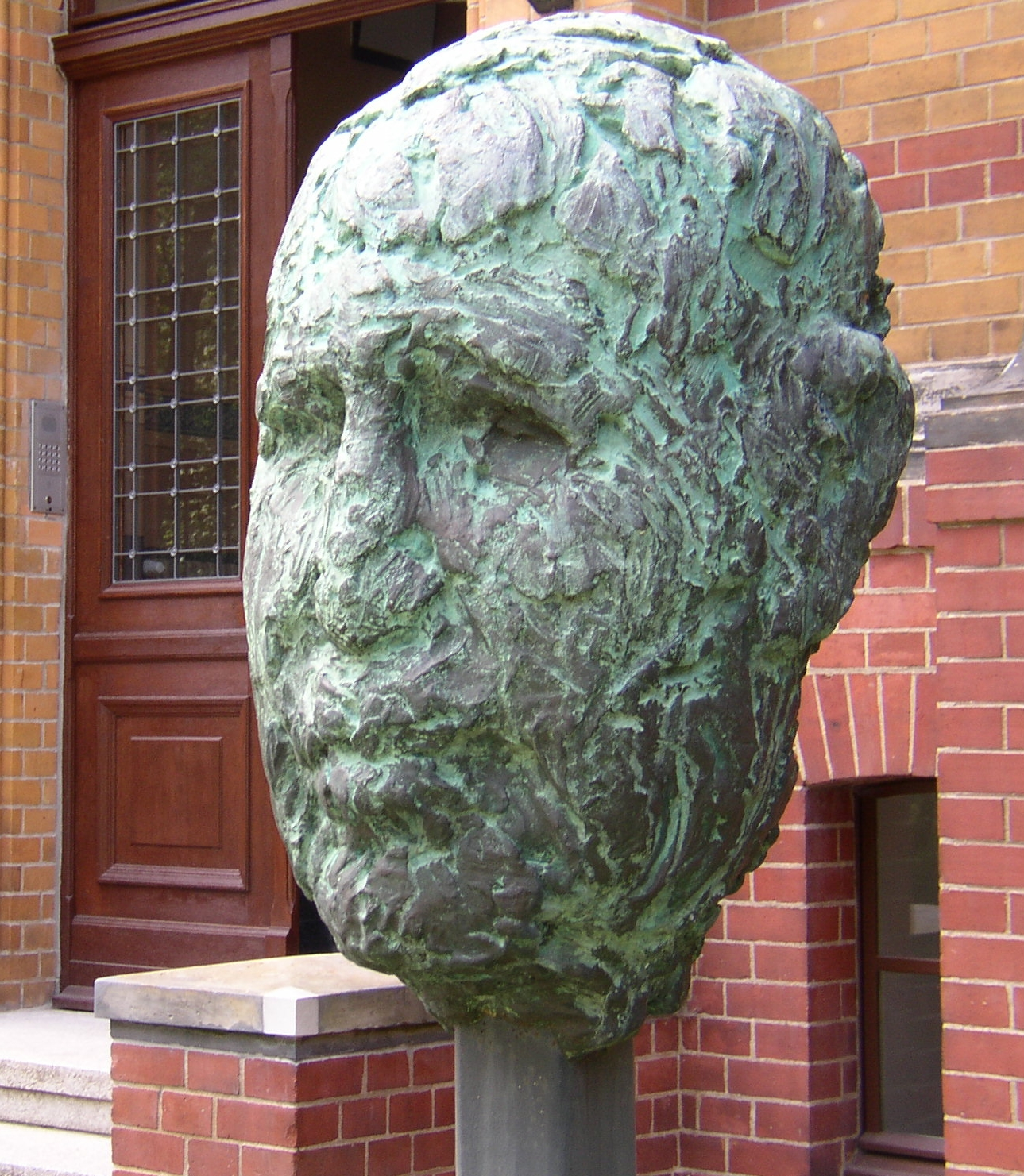
Reinhard Süring – Skulptur von W. Statt (Telegrafenberg Potsdam)

Seit Ende der 1890er Jahre arbeitete Süring eng mit dem Wiener Physiologen Hermann von Schrötter zusammen, einem Pionier der Luftfahrtmedizin. 1897 begleiteten ihn auf Schrötters Bitte Versuchstiere (Kaninchen) auf einer Ballonhochfahrt. Gemeinsam mit Berson stellte er sich Schrötter als Versuchsperson im pneumatischen Kabinett des Jüdischen Krankenhauses in Berlin zur Verfügung, wobei Schrötter die physiologischen Auswirkungen des atmosphärischen Unterdrucks (Höhenkrankheit) beobachtete. 1901 und 1902 unternahmen Süring und Schrötter gemeinsame Ballonfahrten, an denen auch Berson und der Berliner Physiologe Nathan Zuntz beteiligt waren. Bereits 1901 hatten Süring und Schrötter die Höhe abgeschätzt, ab der wegen des geringen Luftdrucks auch die Atmung von reinem Sauerstoff nicht mehr genügen würde, um den menschlichen Körper selbst bei absoluter Ruhe ausreichend zu versorgen. Ihr Ergebnis lag bei 12.500 Metern.
Seit 1907 gab er gemeinsam mit Julius von Hann die Meteorologische Zeitschrift heraus, die ab 1946 mit dem Titel Zeitschrift für Meteorologie von ihm weiter geführt wurde.
Nach dem Tod Adolf Sprungs wurde Süring 1909 Vorsteher der meteorologischen Abteilung des Meteorologisch-Magnetischen Observatoriums Potsdam. In Nachfolge von Adolf Schmidt, der 1928 in Pension ging, wurde er Direktor dieses Observatoriums, das er bis zu seiner eigenen Pensionierung im Jahre 1932 zu internationalem Ansehen führte. Nachdem er zum Kriegsende die säkulare Beobachtungsreihe nahezu lückenlos über das Kriegsgeschehen in Potsdam gerettet hatte, wurde er 1945 von der sowjetischen Besatzungsmacht nochmals mit der Leitung des Observatoriums betraut, das als zentrale Einrichtung zum Aufbau eines einheitlichen meteorologischen Beobachtungsnetzes in der sowjetischen Besatzungszone bestimmt worden war. Er leitete das Observatorium bis zum 31. März 1950. Am 29. Dezember desselben Jahres starb Reinhard Süring, wenige Monate vor Vollendung seines 85. Lebensjahres in Potsdam.

## Ehrungen
1920 wurde er Mitglied der Deutschen Akademie der Naturforscher Leopoldina.
Nach Sürings Rekordfahrt mit Berson verlieh Kaiser Wilhelm II. ihm den Kronenorden IV. Klasse.
Die Deutsche Meteorologische Gesellschaft (DMG) verleiht die Reinhard-Süring-Plakette an Persönlichkeiten, die sich hervorragende wissenschaftliche oder organisatorische Verdienste um die Ziele der DMG erworben haben.

## Reinhard-Süring-Stiftung
Im Jahre 2005 wurde in Potsdam die Reinhard-Süring-Stiftung mit dem Ziel gegründet, die von Süring begründete Säkularstation und das Meteorologische Observatorium auf dem Potsdamer Telegrafenberg zeitlich unbegrenzt an ihrem historischen Standort zu erhalten. Nach der Entscheidung des Deutschen Wetterdienstes, die Station doch nicht aufzugeben, fördert die Stiftung Wissenschaft und Forschung auf dem Gebiet der Meteorologie, insbesondere durch die Unterstützung von Maßnahmen zur Erfassung, Sicherung und Aufbereitung klimatologischer Daten. Ein besonderes Anliegen ist die Förderung der umweltrelevanten Weiterbildung junger Wissenschaftler. Alle drei Jahre wird während der Deutschen Klimatagung der Klimapreis der Reinhard-Süring-Stiftung an einen hervorragenden Nachwuchswissenschaftler vergeben.